# (33118) Naiknaware
(33118) Naiknaware est un astéroïde de la ceinture principale.

## Description
(33118) Naiknaware est un astéroïde de la ceinture principale. Il fut découvert le 23 janvier 1998 à Socorro (Nouveau-Mexique) par le projet LINEAR. Il présente une orbite caractérisée par un demi-grand axe de 2,58 UA, une excentricité de 0,11 et une inclinaison de 1,3° par rapport à l'écliptique.